# 德裔自卫队
德裔自衛隊（直译：“自我防衛”）是對第一次世界大战后和第二次世界大战前夕组建的德国民族自衛團的稱呼。